# Maria Seelenberg (Unterthingau)
Koordinaten: 47° 46′ 9,5″ N, 10° 31′ 28,4″ O

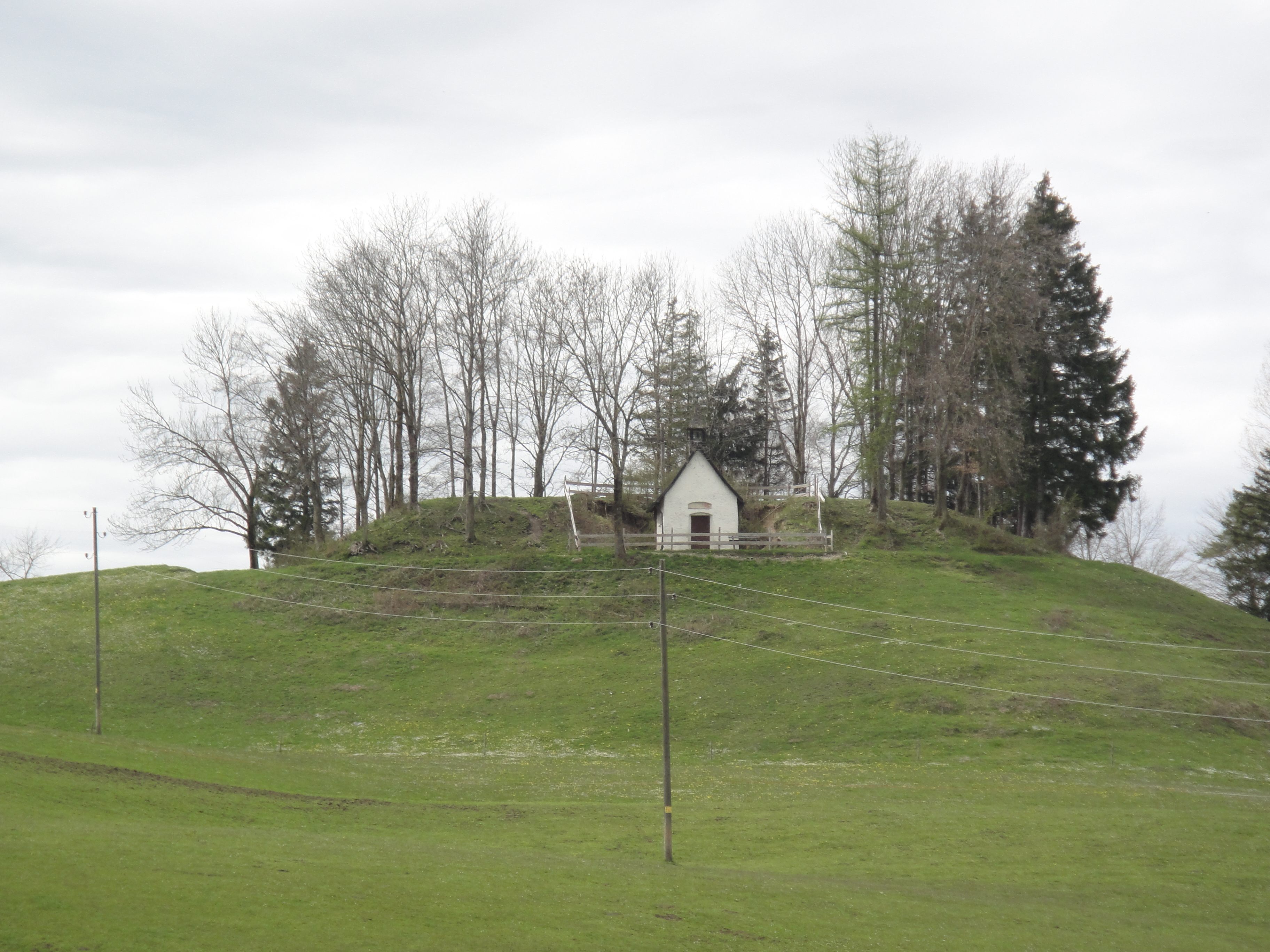
Seelenberg mit Seelenkapelle

Die Seelenkapelle auf dem Seelenberg bei Unterthingau im Landkreis Ostallgäu ist ein im Jahr 1704 errichteter Kirchenbau.
Die Kapelle steht auf der östlichen Flanke eines auf einer Moräne der Würmeiszeit errichteten Burgstalls östlich von Unterthingau. Der Name Seelenberg geht auf das mittelhochdeutsche seelin („kleine Seen“) zurück, wurde aber vermutlich schon früh umgedeutet und verhalf der Kapelle zum Namen Arme-Seelen-Kapelle. Die Kapelle ist im Besitz des danebenliegenden Funkenbauern und liegt an der Adresse Höllweg 13.
In der Kapelle befindet sich ein sechssäuliger Barockaltar aus der Erbauungszeit. Das Altarblatt zeigt das Fegefeuer und darüber Maria und Johannes den Täufer, die bei Christus Fürsprache einlegen für die Armen Seelen im Fegefeuer. Das Gewölbe ist mit Szenen aus dem Leben Jesu bemalt. Die blassen Fresken entstanden um 1960 und stammen von den Schülern des Münchner Kunstprofessors Franz Nagel.

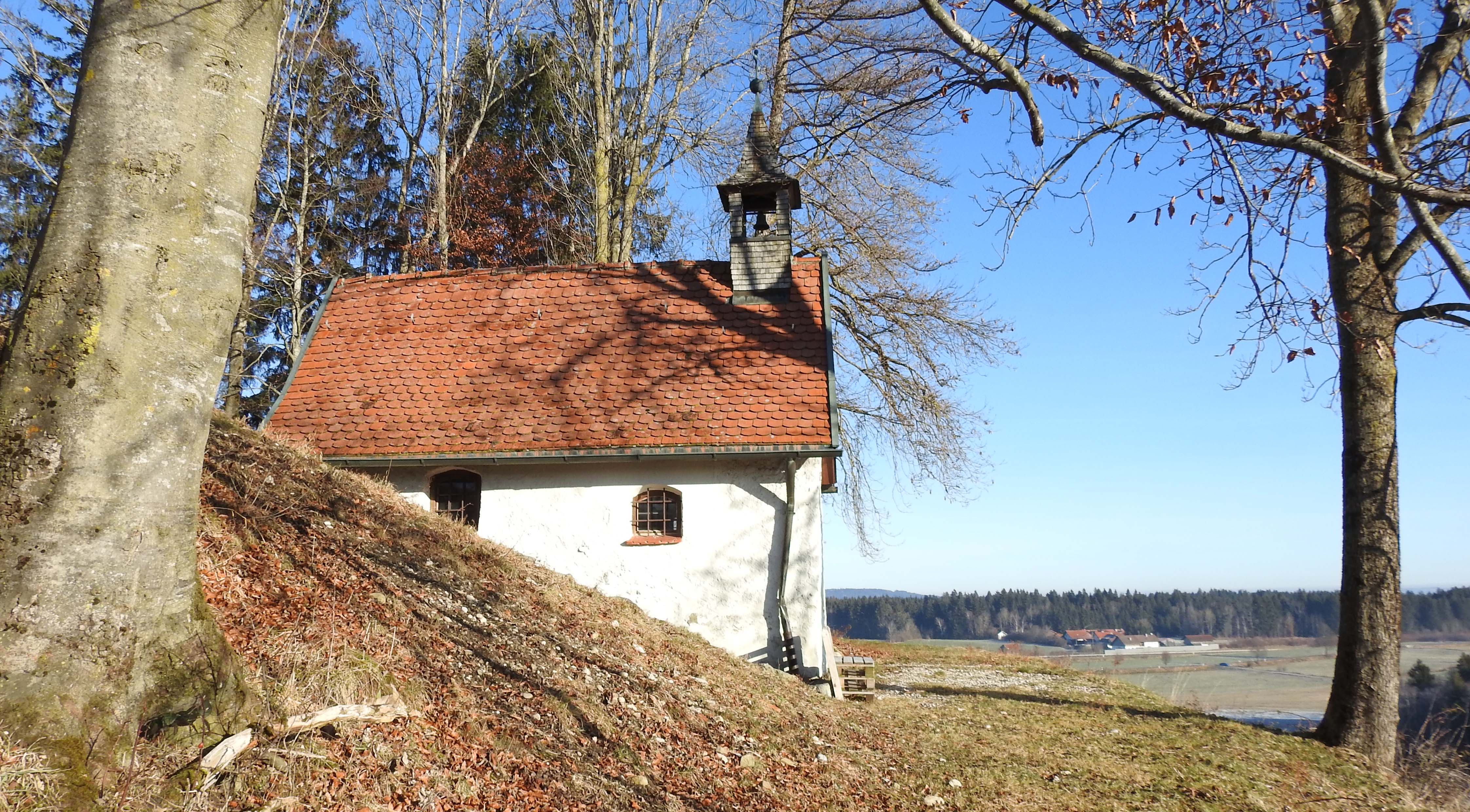
Ansicht von Süden
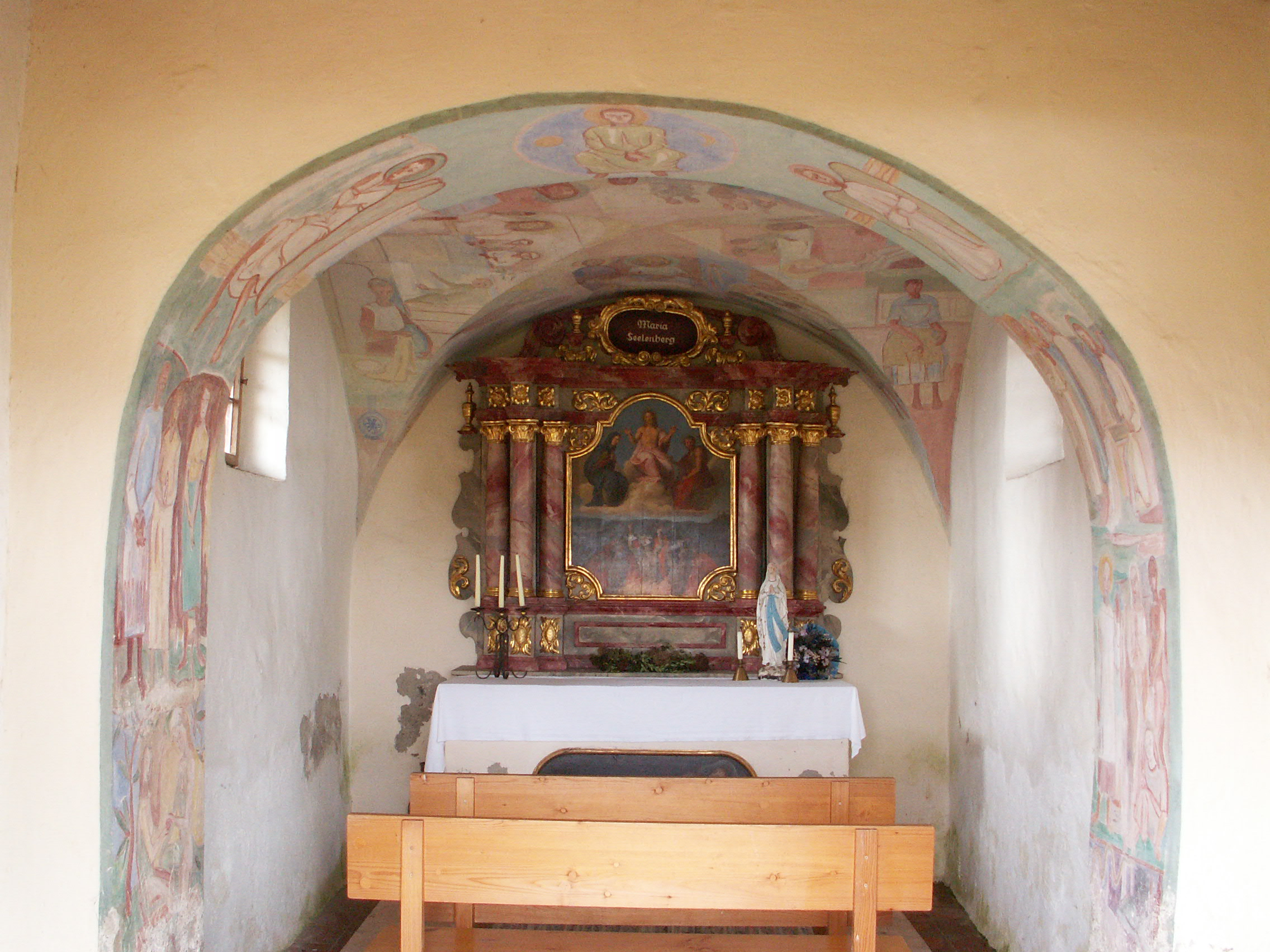
Innenansicht
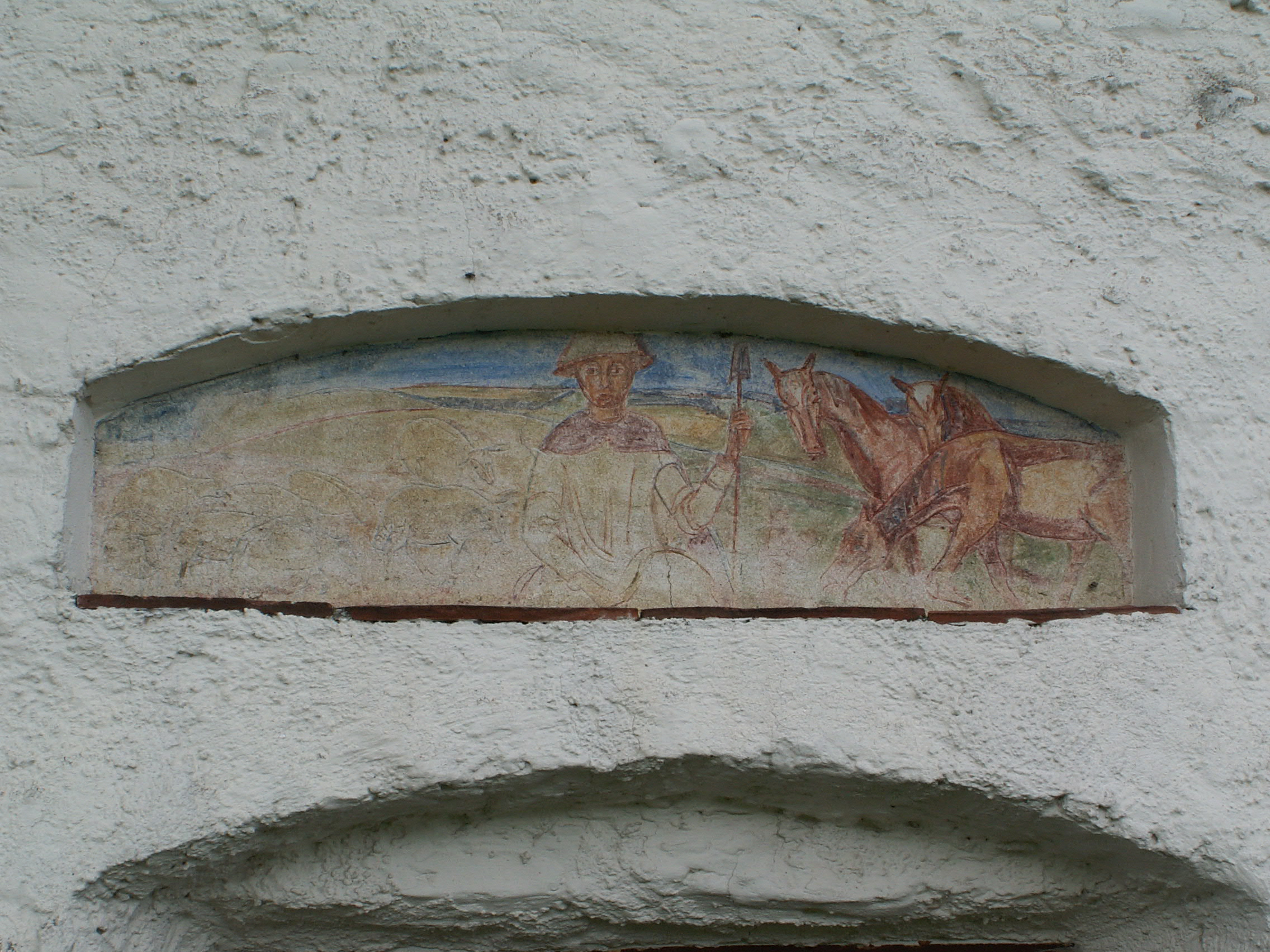
Fresko über dem Eingang